# Polana na Sowińcu
Polana na Sowińcu – polana na szczycie Sowińca w Lesie Wolskim w Krakowie. Położona jest na wysokości 347 m wokół Kopca Piłsudskiego. Jest płaska, w większości trawiasta, częściowo z rzadka obsadzona drzewami. We wrześniu 1999 roku, w 10 rocznicę powołania Rządu premiera Tadeusza Mazowieckiego na zachodnim obrzeżu polany posadzono 10 dębów i co roku dosadzany jest kolejny dąb. W ten sposób powstał zaczątek alei spacerowej nazwany „Aleją Dębów Wolności im. Tadeusza Mazowieckiego”. Na polanie znajduje się żwirowana ścieżka spacerowa, ławki, wiaty, kosze na śmieci, plac zabaw dla dzieci, a także boisko sportowe. Zarząd LOP w Krakowie przygotował tablice informacyjne ścieżki dydaktycznej. Wynika z nich, że na polanie rosną m.in. takie gatunki roślin jak: konwalia majowa, zawilec gajowy, pierwiosnek lekarski, konwalijka dwulistna, przytulia wonna, babka zwyczajna i lancetowata, kokoryczka, gwiazdnica, krwawnik.
Polana na Sowińcu ma powierzchnię 4,2 ha i jest największą z polan Lasu Wolskiego. Pozostałe polany w Lesie Wolskim to: Polana im. Wincentego Wobra, Polana im. Jacka Malczewskiego, Polana Bielańska, Polana Harcerska.

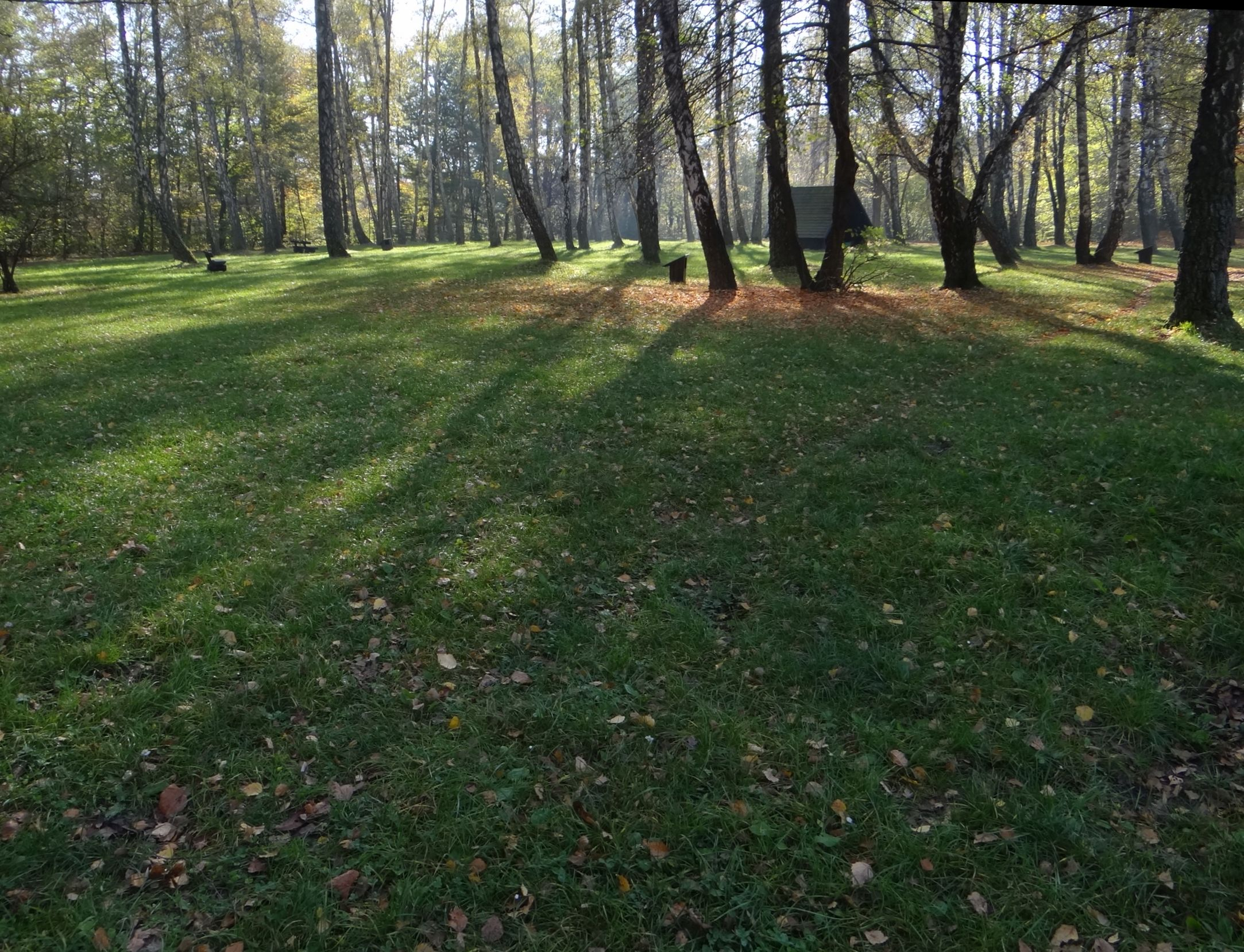
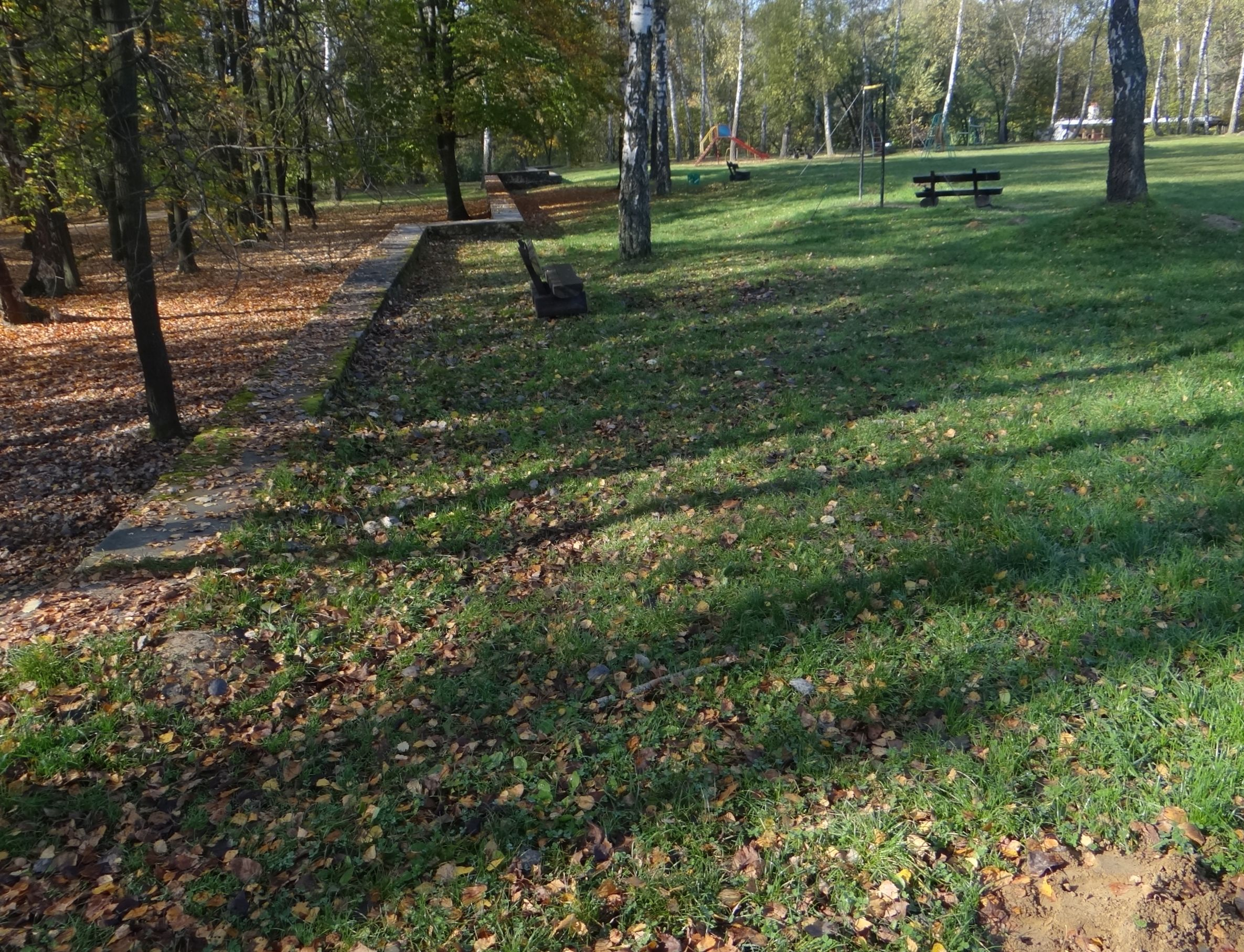
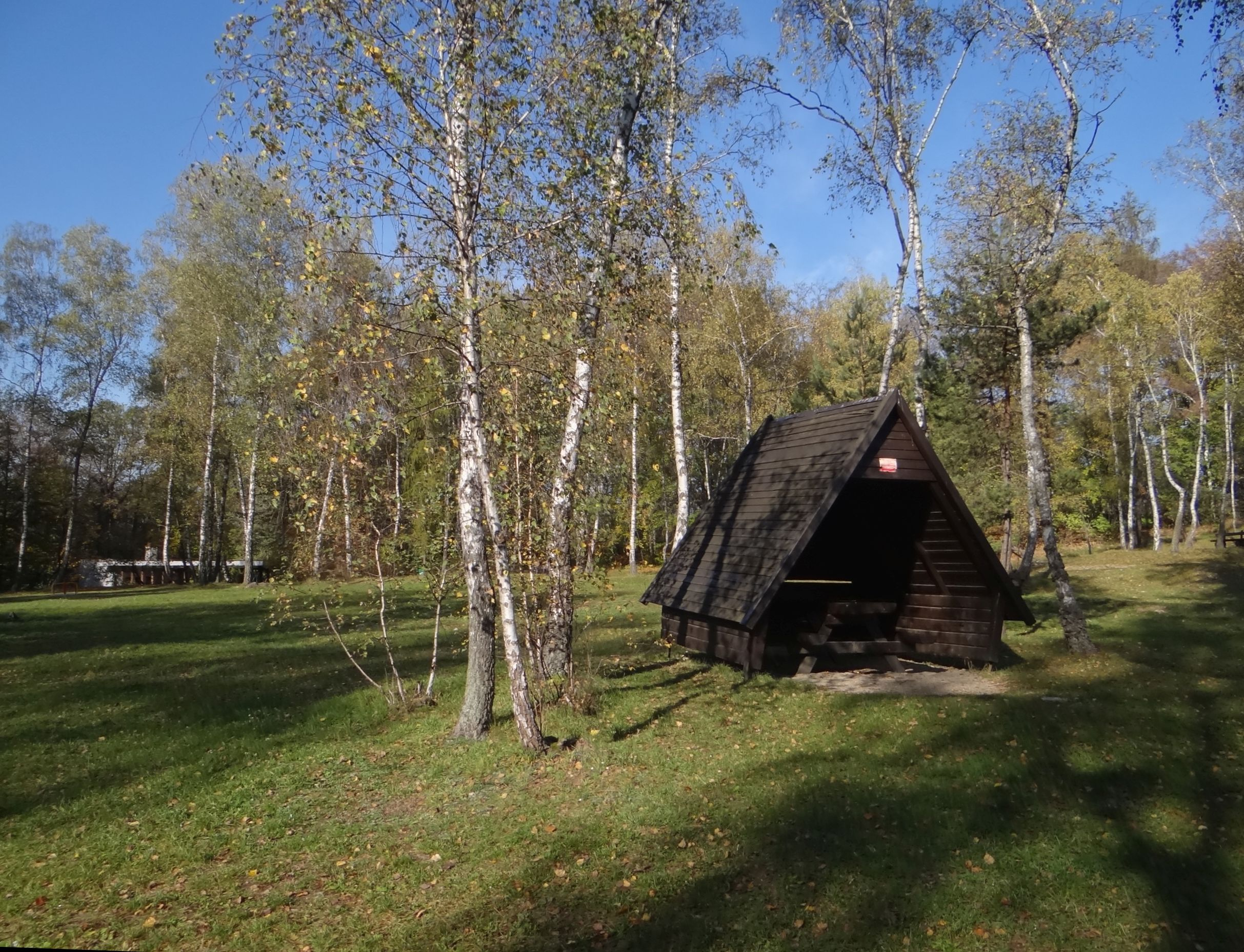
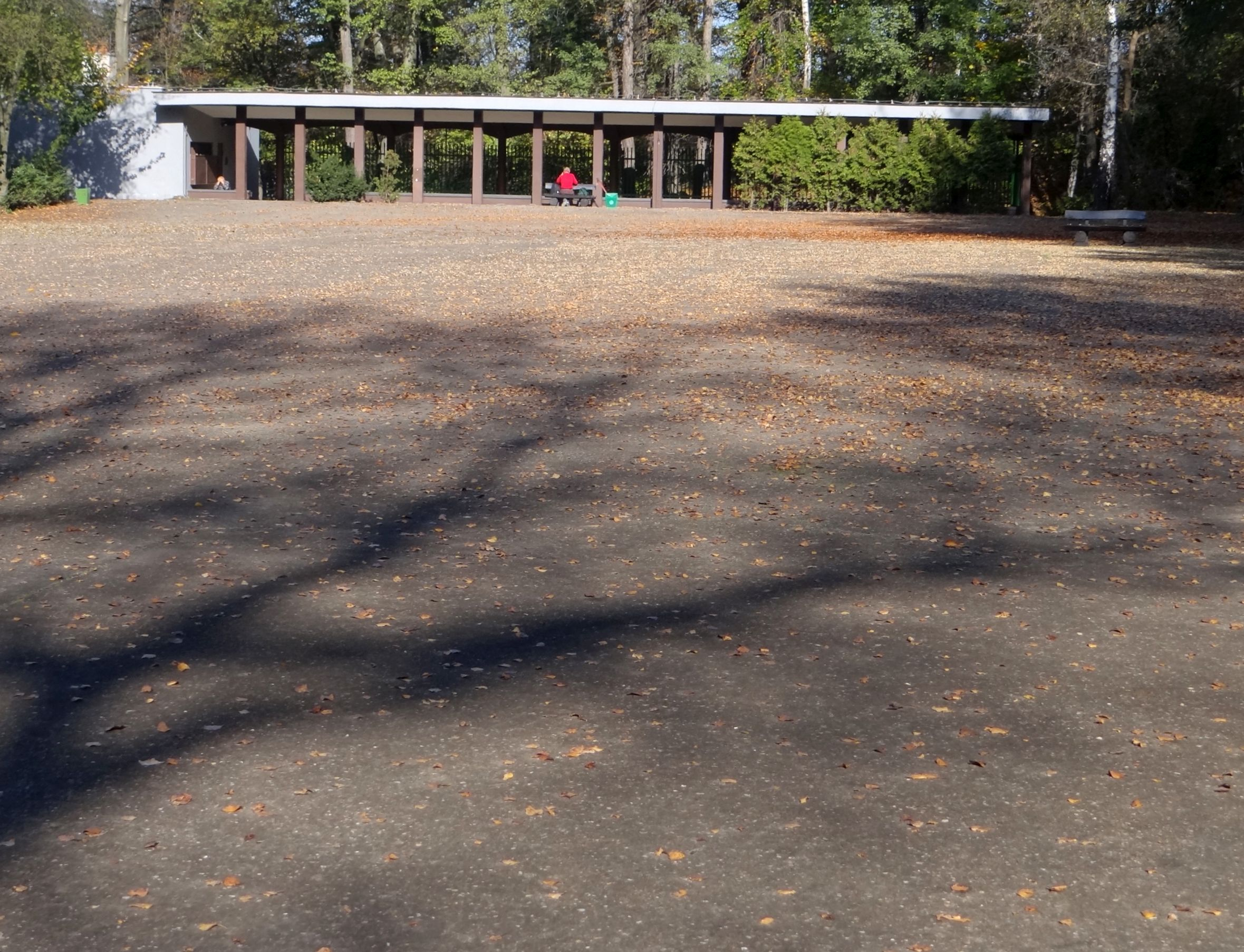
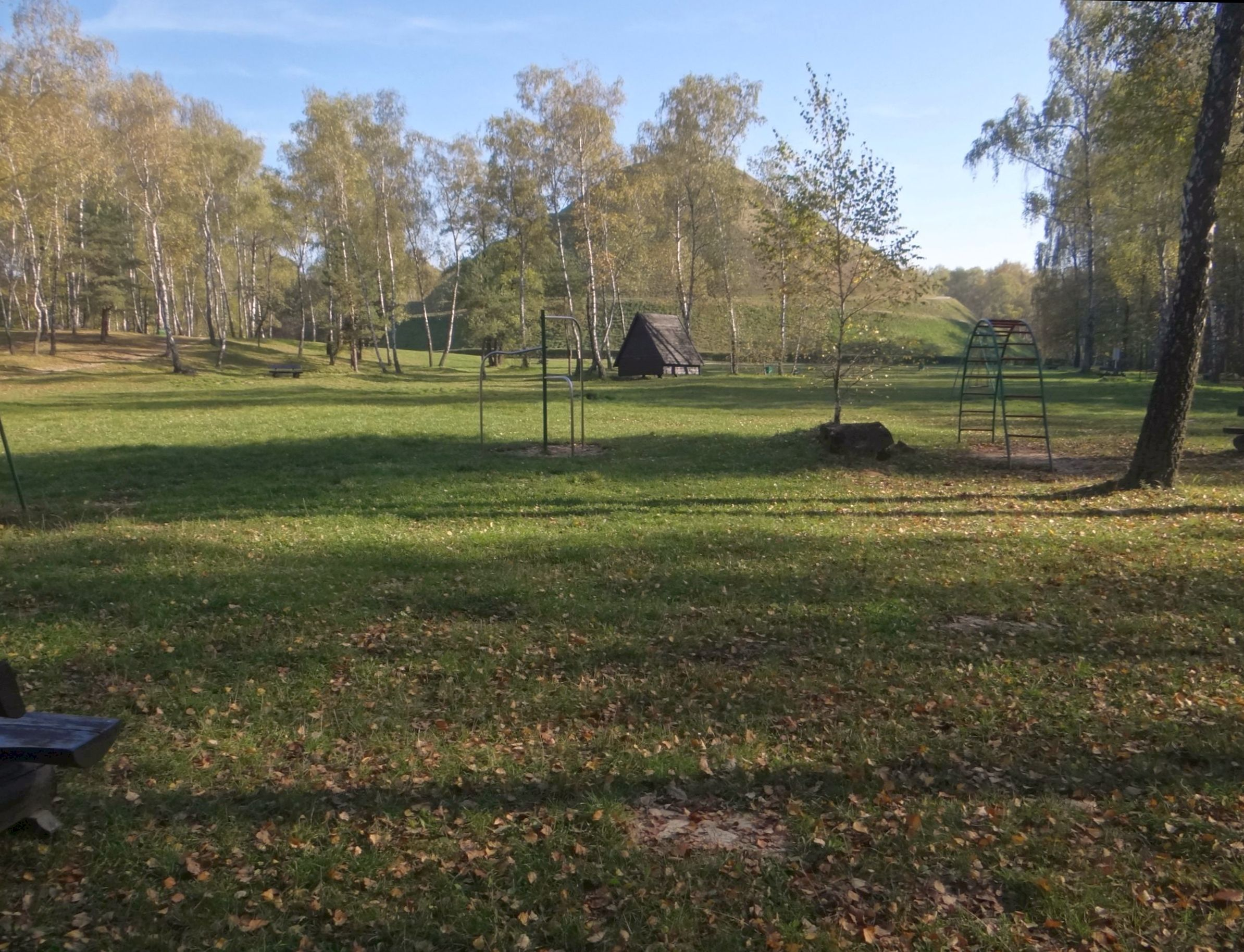
Widok polany od zachodu, w tle Kopiec Piłsudskiego
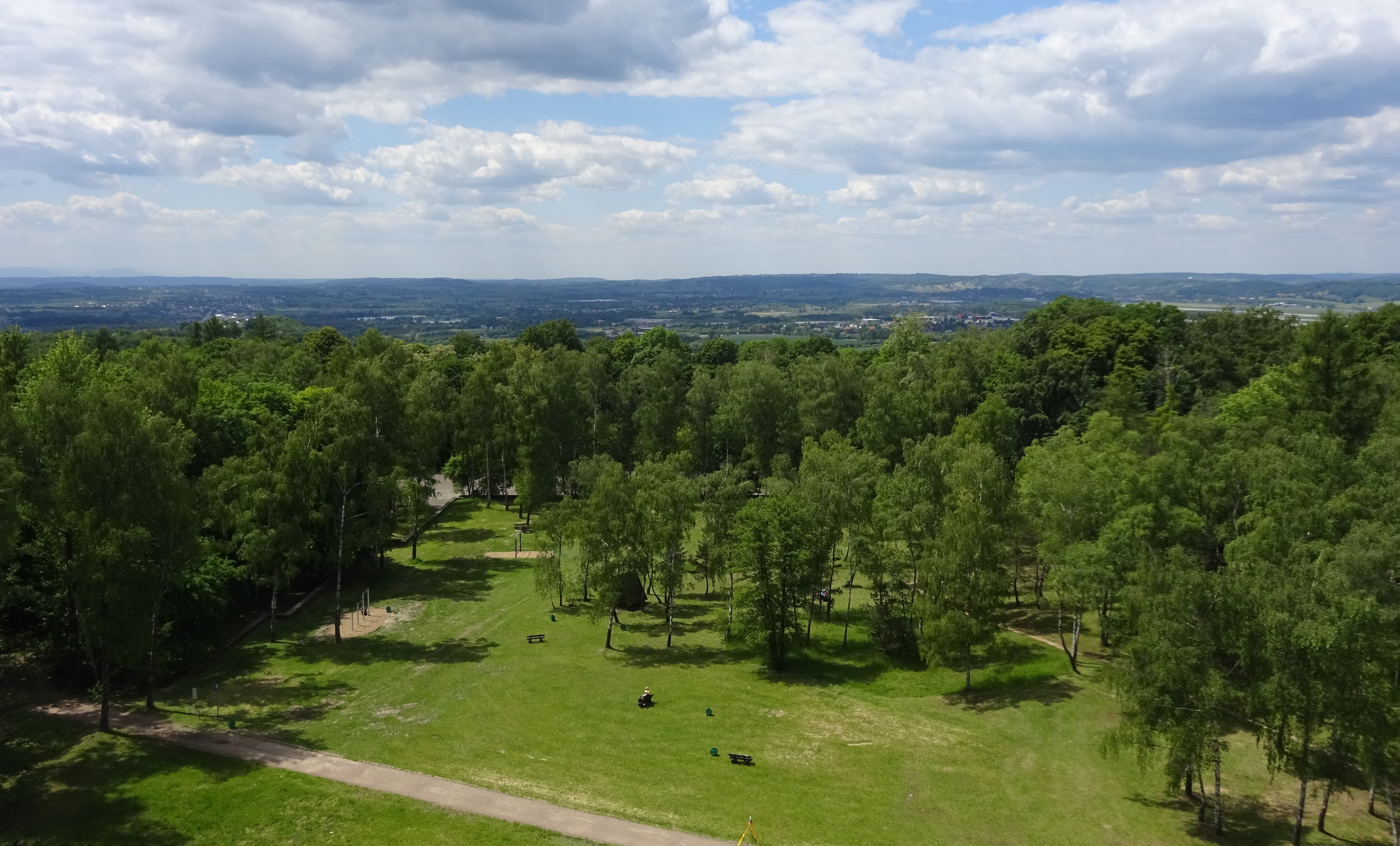
Widok polany od wschodu z Kopca Piłsudskiego